# Saint-Nazaire-des-Gardies
Saint-Nazaire-des-Gardies település Franciaországban, Gard megyében. Lakosainak száma 81 fő (2022. január 1.). Saint-Nazaire-des-Gardies Canaules-et-Argentières, Durfort-et-Saint-Martin-de-Sossenac, Logrian-Florian, Massillargues-Attuech, Saint-Jean-de-Crieulon és Tornac községekkel határos.

## Népesség
A település népessége az elmúlt években az alábbi módon változott:
| Lakosok száma | 100  | 77   | 64   | 81   | 79   | 80   | 83   | 86   | 87   | 81   |
|               | 1968 | 1982 | 1990 | 2006 | 2013 | 2015 | 2017 | 2019 | 2020 | 2022 |